# Charierges medioatra
Charierges medioatra là một loài bướm đêm trong họ Noctuidae.